# Idaea incisarioides
Idaea incisarioides är en fjärilsart som beskrevs av Eugen Wehrli 1934. Idaea incisarioides ingår i släktet Idaea och familjen mätare. Inga underarter finns listade i Catalogue of Life.